# First Time! The Count Meets the Duke
First Time! The Count Meets the Duke album je američkih pijanista, kompozitora i vođa sastava, Dukea Ellingtona i Counta Basija. Snimili su ga zajedno s njihovim udruženim orkestrima 6. srpnja 1961., a iste godine ga je Columbia Records izdala.

## Kritike
Scott Yanow iz AllMusica ocijenio je album s 4,5 od 5 zvjezdica nazvavši ga "vrlo uspješnim i iznenađujuće nenatrpanim susretom. Na većini pjesama Ellington i Basie oboje sviraju klavir (njihove međusobne interakcije su prekrasne), a aranžmani su omogućili zvijezdama obaju bendova da se izmjenjuju u soliranju."

## Popis pjesama
Sve kompozicije su od Dukea Ellingtona osim ako nije drukčije navedeno
1. "Battle Royal" - 5:33
2. "To You" (Thad Jones) - 3:53
3. "Take the "A" Train (Billy Strayhorn) - 3:46
4. "Corner Pocket" [odnosno "Until I Met You"] (Freddie Green, Donald Wolf) - 4:53
5. "Wild Man" [odnosno "Wild Man Moore"] - 6:20
6. "Segue in C" (Frank Wess) - 8:22
7. "B D B" (Ellington, Strayhorn) - 4:43
8. "Jumpin' at the Woodside" (Count Basie) - 3:09

Bonus pjesme izdane 1999. na CD-u
1. "One More Once" - 3:25
2. "Take the "A" Train" [alternativni snimak] (Strayhorn) - 5:50
3. "Jumpin' at the Woodside" [alternativni snimak] (Basie) - 3:14
4. "B D B" [alternativni snimak] (Ellington, Strayhorn) - 4:30
5. "Blues in Hoss' Flat" (Basie, Frank Foster) - 3:13
6. "Wild Man" [alternativni snimak] - 5:55
7. "Battle Royal" [alternativni snimak] - 6:32

- Snimljeno u 30th Street Studiju, New York 6. srpnja 1961.

## Izvođači
- Duke Ellington, Count Basie – klavir
- Cat Anderson, Willie Cook, Eddie Mullens, Ray Nance, Sonny Cohn, Lennie Johnson, Thad Jones, Snooky Young - truba
- Lou Blackburn, Lawrence Brown, Henry Coker, Quentin Jackson, Benny Powell - trombon
- Juan Tizol - ventilni trombon
- Jimmy Hamilton - klarinet, tenor-saksofon
- Johnny Hodges - alt-saksofon
- Russell Procope, Marshal Royal - alt-saksofon, klarinet
- Frank Wess - alt i tenor-saksofon, flauta
- Paul Gonsalves, Frank Foster, Budd Johnson - tenor-saksofon
- Harry Carney, Charlie Fowlkes - bariton-saksofon
- Freddie Green - gitara
- Aaron Bell, Eddie Jones - kontrabas
- Sam Woodyard, Sonny Payne - bubnjevi